# Doubguin-Ouantanghin
Doubguin-Ouantanghin est une commune située dans le département de Tenkodogo de la province de Boulgou dans la région du Centre-Est au Burkina Faso.

## Géographie
La commune est associée à Gando.